# Uno in più (Riki Maiocchi)
Uno in più è un brano musicale inciso nel 1966 dal cantante italiano Riki Maiocchi, scritto da Mogol e composto da  Lucio Battisti che lo incise nell'album Lucio Battisti nel 1969.
Fu pubblicato per la prima volta sul vinile a 45 giri Uno in più /Non buttarmi giù.. 
Nel 1967 aveva raggiunto la 22 posizione  nella Hit Parade Italiana. 
Questo brano di Mogol e Battisti è stato il principale successo (oltre un milione di dischi venduti) di Riki Maiocchi, ex cantante dei I Camaleonti ed avviato in una sua carriera solistica.. 

## Testo e significato
Se sei stanco di lottare

Siedi qui a riposare 

Se non sai più cosa fare 

Puoi cantare
...
E così tu sarai uno in più con noi»
(Mogol-Battisti)
In quel 1966, la costante ricerca di novità aveva portato Maiocchi sulle tracce di uno sconosciuto Lucio Battisti al quale chiese, grazie anche alla conoscenza di Mogol, un brano in linea con il sentire giovanile del tempo, quello della “protesta”.  Nasce così la canzone “Uno in più” destinata a diventare un simbolo sonoro per una generazione di giovani italiani..
Questo classico della musica beat italiana è un invito ad unirsi agli altri, così non si è più soli ed infine puoi cantare.